# Železov(III) oksid
Železov(III) oksid je anorganska spojina s formulo Fe2O3. Je eden od treh glavnih železovih oksidov. Druga dva sta železov(II) oksid (FeO), ki je redek, in železov(II,III) oksid (Fe3O4), ki se v naravi pojavlja tudi kot mineral magnetit. Mineral železovega(III) oksida je hematit, ki je glavni vir železa za jeklarsko industrijo. Fe2O3 je feromagneten, temno rdeč mineral, topen v kislinah. Pogosto se imenuje tudi rja, ki ima podobno sestavo in lastnosti kot hematit. Rja je slabo definirana snov, opisana kot hidrirani železovi oksidi.

## Zgradba
Fe2O3 ima več polimorfov. Prevladujeta polimorfa α in γ, ki imata oktaedrsko geometrijo, v kateri je na centralni Fe atom vezanih šest kisikovih ligandov.

### α-Fe2O3
α-Fe2O3 ima romboedrsko zgradbo korunda (α-Al2O3) in je najpogostejša oblika železovega(III) oksida. V naravi se pojavlja kot mineral hematit, ki je hkrati tudi najpomembnejša železova ruda. Hematit je pod približno 260 K antiferomagneten (Morinov prehod). Pri temperaturah med 260 in 950 K je šibko feromagneten (Néelova temperatura). Magnetne lastnosti so odvisne od več dejavnikov, kot so tlak, velikost delcev in jakost magnetnega polja.

### γ-Fe2O3
γ-Fe2O3 ima kubično zgradbo. Je metastabilen in nastaja pri visokih temperaturah iz α-Fe2O3. V naravi se pojavlja kot mineral maghemit. Je feromagneten in se uporablja na primer v magnetofonskih trakovih. Ultrafini delci, manjši od 10 nm, so superparamagnetni. Pripravi se lahko s termično dehidracijo γ-železovega(III) oksida-hidroksida ali s previdno oksidacijo železovega(II,III) oksida. Ultrafini delci se lahko pripravijo s termičnim razpadom železovega(III) oksalata. 

### Drugi polimorfi
Železov(III) oksid ima tudi več drugih polimorfov. β-polimorf je telesno centrirana kocka (prostorska skupina Ia3), ki pri temperaturi nad 500 °C  preide v α-Fe2O3. Pripravi se lahko z redukcijo hematita z ogljikom, pirolizo raztopine železovega(III) klorida ali termičnim razpadom železovega(III) sulfata.
ε-Fe2O3 je rombski in ima lastnosti med α in γ-polimorfom. ε-Fe2O3 ima uporabne magnetne lastnosti. Priprava čistega ε-Fe2O3 je zelo težavna zaradi onesnaženja  z α in γ-polimorfoma. Dokaj čist ε-Fe2O3 se lahko pripravi s termično pretvorbo γ-polimorfa. Tudi ta polimorf je metastabilen in pri temperaturi 500-750 °C preide v α-Fe2O3. Pripravi se lahko tudi z oksidacijo železa v električnem oboku ali s sol-gel precipitacijo železovega(III) nitrata. 
Nedavne raziskave so odkrile prisotnost  ε-Fe2O3 v glazurah stare kitajske keramike.
Pri visokih tlakih obstaja tudi amorfna oblika železovega(III) oksida.

## Hidrirani železovi(III) oksidi
Obstaja več hidriranih železovih(III) oksidov. Če se topnim železovim(III) solem dodajo alkalije, nastane rdečerjava želatinasta oborina, ki ni Fe(OH)3, ampak Fe2O3•H2O (piše se tudi kot Fe(O)OH). Obstaja tudi več oblik hidriranega železovega(III) oksida. Rdeči lepidokrocit, ki nastane na zunanji površini stalaktitom podobnih tvorb, je γ-Fe(O)OH. V njihovi notranjosti se pojavlja oranžni getit. Fe2O3•H2O med segrevanjem izgubi vezano vodo. S segrevanjem na 1.670 K se Fe2O3 pretvori v črn Fe3O4 (Fe(II)Fe(III)2O4), ki je znan kot mineral magnetit. Fe(O)OH je topen v kislinah, pri čemer nastane [Fe(OH2)6]3+. V koncentriranih alkalijah se Fe2O3 pretvori v  [Fe(OH)6]3−.

## Reakcije
Najpomembnejša reakcija je redukcija z ogljikom, v kateri nastane elementarno železo:
2 Fe2O3 + 3 C → 4 Fe + 3 CO2
Druga je ekstremno eksotermna termitska reakcija z aluminijem:
2 Al + Fe2O3 → 2 Fe + Al2O3
Reakcija je uporabna za varjenje debelih železnih predmetov, na primer železniških tirnic. Termit se uporablja tudi kot orožje in sredstvo za izdelavo majhnih ulitih kovinskih predmetov in orodij.
Z delno redukcijo z vodikom pri približno 400 °C nastane magnetit, ki je zmes železovega(II) in (III) oksida:
3 Fe2O3 + H2 → 2 Fe3O4 + H2O
Železov(III) oksid je netopen v vodi. Topen je v močnih kislinah, na primer v klorovodikovi iz žveplovi kislini. Topen je tudi v raztopinah kelatov, na primer EDTA, in oksalni kislini. 
S segrevanjem železovih(III) oksidov z drugimi kovinskimi oksidi in karbonati nastanejo ferati:
ZnO + Fe2O3 → Zn(FeO2)2

## Priprava
Železov(III) oksid se v laboratoriju lahko pripravi z elektrolizo raztopine natrijevega bikarbonata z železno anodo:
4 Fe + 3 O2 + 2 H2O → 4 FeO(OH)
Nastali hidrirani železov(III) oksid (FeO(OH)) pri približno 200 °C odcepi vezano vodo:
2 FeO(OH) → Fe2O3 + H2O
Pripravi se lahko tudi s termičnim razpadom železovega(III) hidroksida pri temperaturah nad 200 °C:
2 Fe(OH)3 → Fe2O3 + 3H2O

## Uporaba
Železov(III) oksid je glavna surovina za proizvodnjo železa, jekla in mnogo drugih zlitin.

### Polirno sredstvo
Zelo drobno uprašen železov(III) oksid se uporablja za končno poliranje kovinskega nakita in optičnih leč. Zlatarji odstranjujejo ostanke oksida z nakita z izpiranjem v ultrazvočni kopeli.

### Pigment
Železov(III) oksid se uporablja tudi kot pigment s tržnimi imeni »rjavi pigment 6«, »rjavi pigment 7« in »rdeči pigment 101«. Pigmenta rdeče 101 in rjavo 6 se lahko uporabljata tudi v kozmetiki. Železovi oksidi se kot pigmenti skupaj s titanovimi oksidi uporabljajo v zobni protetiki.
Hematit je značilna komponenta švedsko rdeče barve, znane tudi kot falunska rdeča barva.

### Magnetni spominski mediji
Železov(III) oksid je najpogostejši magnetni delec v vseh vrstah medijev za zapisovanje in shranjevanje podatkov. Sodobni mediji, predvsem trdi diski, uporabljajo bolj dodelane tehnologije, v katerih so premazi sestavljeni iz 15 slojev ali celo več.

### Fotokatalizator
α-Fe2O3 se že več kor 25 let preučuje kot fotoanoda za reakcijo razgradnjo vode v kisik in vodik.

## Medicina
Zmes cinkovega oksida in približno 0,5 % železovega(III) oksida se imenuje calamine in je aktivna komponenta kalaminskega losjona. 